# 三星Galaxy Ace 3
Samsung Galaxy Ace 3是韓國三星電子於2013年6月推出的一款中階智慧型手機，為三星Galaxy Ace 2的下一代機種。